# Modern Day Escape
Modern Day Escape — американская хардкор-группа, основанная летом 2006 года в Орландо.
Modern Day Escape, состоявшая из вокалиста James Vegas, гитаристов Nxe и Marti Rubels, басиста Shep и барабанщика Corey, сделали себе имя как DIY-проект.
В 2008 году группа начала работать над записью дебютного EP Modern Day Escape, и уже в мае 2008 года он вышел, собрав много поклонников. В конце 2008 года вокалист James Vegas был показан на обложке AMP magazine.
В 2009 году группа начинает запись второго альбома House of Rats, который прибавил популярности группе. Альбом вышел лишь в сентябре 2011 года. В данный альбом также вошел первый сингл группы «Maybe Holding Hands Wasn’t Such a Good Idea», на который также был снят видеоклип.
Летом 2010 Modern Day Escape отправились в совместный тур с группой Black Veil Brides.
26 марта 2012 года выходит третий студийный альбом Under the Gun.

## Состав
- Shep — бас
- NXE — гитара
- Джеймс Вегас — вокал
- Марти Раблс — гитара
- Сандра Альва — барабаны

## Дискография

### Альбомы
| Год  | Альбом                   |
| ---- | ------------------------ |
| 2008 | Modern Day Escape (демо) |
| 2011 | House of Rats            |
| 2012 | Under The Gun            |

### Синглы и видеоклипы
| Год  | Сингл                                       | Альбом            |
| ---- | ------------------------------------------- | ----------------- |
| 2008 | March of the Death                          | Modern Day Escape |
| 2010 | Maybe Holding Hands Wasn’t Such A Good Idea | House of rats     |
| 2012 | Under The Gun                               | Under The Gun     |
| 2012 | The Syndicate                               | Under The Gun     |
| 2012 | Life's A Bitch                              | Under The Gun     |